# Южный рабочий (газета, 1900—1903)
«Южный рабочий» — социал-демократическая газета на русском языке. Выпускалась нелегально с января 1900 по апрель 1903 года. Всего было издано 12 номеров: первые номера издавались Екатеринославским комитетом РСДРП, последующие — социал-демократической группой «Южный рабочий», объединившей представителей организаций Екатеринослава, Харькова, Смоленска, Кишинева, Николаева и других южных городов Российской империи.

## Взгляды
«Южный рабочий» выступал против «экономизма» и терроризма, однако в противовес плану Ленина о создании партии на основе принципов централизма выдвигал сепаратистский принцип на основе создания областных объединений. Также, газета отстаивала необходимость развертывания массового революционного движения. На Втором съезде РСДРП в 1903 году делегаты «Южного рабочего» заняли позицию «центра».

## История
К январю 1900 года в Екатеринославе сложилась группа марксистов, основавшая подпольную газету «Южный Рабочий». В городе был отпечатан первый выпуск, после чего типография была перенесена в Кременчуг. Группа предлагала Ленину возглавить газету, на что получила отказ. Встреча редактора газеты Исаака Христофоровича Лалаянца с Лениным в Москве была зафиксирована охранным отделением империи. Установленная за Лалаянцем слежка привела к подпольной Кременчугской типографии, где властями были обнаружены две тысячи отпечатанных экземпляров второго выпуска газеты. Последовали массовые аресты и обыски, был арестован Лалаянц.
Двое оставшихся на свободе редакторов, Сергей Харченко и Андрей Гинзбург, вместе с Ефремом Левиным к ноябрю 1900 года выпустили третий номер издания. Затем состав редакции изменился: из неё временно устранился Левин, однако присоединился Осип Аркадьевич Ерманский, ставший во временем играть в редакции доминирующую роль. Весной 1901 года полиция арестовала Харченко. При обыске у него были обнаружены зашифрованные адреса, что привело к новому разгрому «Южного Рабочего» весной 1902 года.
Оставшиеся на свободе члены редакции объявили о солидарности с газетой «Искра», соответствующее заявление было опубликовано в очередном выпуске. Группа участвовала в организации Второго съезда РСДРП в 1903 году. На съезде было принято решение о роспуске «Южного Рабочего», издание газеты было прекращено.